# Sympycnus calcaratus
Sympycnus calcaratus är en tvåvingeart som beskrevs av Van Duzee 1930. Sympycnus calcaratus ingår i släktet Sympycnus och familjen styltflugor. Inga underarter finns listade i Catalogue of Life.